# Bondsrepubliek Duitsland op de Olympische Zomerspelen 1984
De Bondsrepubliek Duitsland (informeel: West-Duitsland) nam deel aan de Olympische Zomerspelen 1984 in Los Angeles, Verenigde Staten. 

## Medailleoverzicht
| Sport         | Olympiër | Discipline                    | Medaille |
| ------------- | --- | ----------------------------- | -------- |
| Atletiek      | Dietmar Mögenburg | hoogspringen (m)              | Goud     |
| Atletiek      | Rolf Danneberg | discuswerpen (m)              |          |
| Atletiek      | Ulrike Meyfarth | hoogspringen (v)              |          |
| Atletiek      | Claudia Losch | kogelstoten (v)               |          |
| Gewichtheffen | Karl-Heinz Radschinsky | -75kg (m)                     |          |
| Gewichtheffen | Rolf Milser | -100kg (m)                    |          |
| Kanovaren     | Ulrich Eicke | C-1 1000m (m)                 |          |
| Judo          | Frank Wieneke | -78kg (m)                     |          |
| Paardensport  | Reiner Klimke | dressuur individueel          |          |
| Paardensport  | Reiner Klimke Herbert Krug Uwe Sauer | dressuur team                 |          |
| Roeien        | Michael Dürsch Albert Hedderich Raimund Hörmann Dieter Wiedenmann | dubbel-vier (m)               |          |
| Schermen      | Elmar Borrmann Volker Fischer Gerhard Heer Rafael Nickel Alexander Pusch | degen team (m)                |          |
| Schermen      | Sabine Bischoff Zita-Eva Funkenhauser Cornelia Hanisch Christiane Weber Ute Wessel-Kirchels | floret team (v)               |          |
| Wielersport   | Fredy Schmidtke | tijdrit (m)                   |          |
| Worstelen     | Pasquale Passarelli | -57kg Grieks-Romeins (m)      |          |
| Zwemmen       | Michael Groß | 200m vrije slag (m)           |          |
| Zwemmen       | Michael Groß | 100m vlinderslag (m)          |          |
| Atletiek      | Karl-Hans Riehm | kogelslingeren (m)            | Zilver   |
| Atletiek      | Jürgen Hingsen | tienkamp (m)                  |          |
| Handbal       | Jochen Fraatz Thomas Happe Arnulf Meffle Rüdiger Neitzel Michael Paul Dirk Rauin Siegfried Roch Michael Roth Ulrich Roth Martin Schwalb Uwe Schwenker Thomas Springel Andreas Thiel Klaus Wöller Erhard Wunderlich                                | mannen                        |          |
| Hockey        | Christian Bassemir Stefan Blöcher Dirk Brinkmann Heiner Dopp Carsten Fischer Tobias Frank Volker Fried Thomas Gunst Joachim Hürter Horst-Ulrich Hänel Andreas Keller Reinhard Krull Michael Peter Thomas Reck Eckhard Schmidt-Opper Markku Slawyk | mannen                        |          |
| Hockey        | Gaby Appel Dagmar Breiken Beate Deininger Elke Drüll Birgit Hagen Birgit Hahn Martina Koch Sigrid Landgraf Corinna Lingnau Christina Moser Patricia Ott Hella Roth Gabi Schley Susanne Schmid Ursula Thielemann Andrea Weiermann-Lietz            | vrouwen                       |          |
| Kanovaren     | Barbara Schüttpelz | K-1 500m (m)                  |          |
| Roeien        | Peter-Michael Kolbe | skiff (m)                     |          |
| Schietsport   | Ulrike Holmer | 50m geweer 3 houdingen (v)    |          |
| Schermen      | Matthias Behr | floret (m)                    |          |
| Schermen      | Frank Beck Matthias Behr Matthias Gey Harald Hein Klaus Reichert | floret team (m)               |          |
| Schermen      | Cornelia Hanisch | floret (v)                    |          |
| Wielersport   | Uwe Messerschmidt | puntenkoers (m)               |          |
| Wielersport   | Rolf Gölz | individuele achtervolging (m) |          |
| Worstelen     | Martin Knosp | -74kg vrije stijl (m)         |          |
| Worstelen     | Markus Scherer | -48kg Grieks-Romeins (m)      |          |
| Zeilen        | Joachim Griese Michael Marcour | star                          |          |
| Zwemmen       | Michael Groß | 200m vlinderslag (m)          |          |
| Zwemmen       | Thomas Fahrner Michael Groß Dirk Korthals Alexander Schowtka | 4x200m vrije slag (m)         |          |
| Zwemmen       | Ina Beyermann Ute Hasse Svenja Schlicht Karin Seick | 4x100m wisselslag (v)         |          |
| Atletiek      | Harald Schmid | 400m horden (m)               | Brons    |
| Atletiek      | Klaus Ploghaus | kogelslingeren (m)            |          |
| Atletiek      | Siegfried Wentz | tienkamp (m)                  |          |
| Atletiek      | Gaby Bußmann Heide-Elke Gaugel Heike Schulte-Mattler Ute Thimm | 4x400m (v)                    |          |
| Atletiek      | Claudia Losch | zevenkamp (v)                 |          |
| Gewichtheffen | Manfred Nerlinger | +110kg (m)                    |          |
| Gymnastiek    | Regina Weber | ritmisch individueel (v)      |          |
| Judo          | Günther Neureuther | -95kg (m)                     |          |
| Judo          | Arthur Schnabel | open klasse (m)               |          |
| Kanovaren     | Josefa Idem Barbara Schüttpelz | K-2 500m (m)                  |          |
| Paardensport  | Claus Erhorn Dietmar Hogrefe Bettina Overesch Burkhard Tesdorpf | eventing team                 |          |
| Paardensport  | Fritz Ligges Peter Luther Paul Schockemöhle Franke Sloothaak | springconcours team           |          |
| Roeien        | Ellen Becker Iris Völkner | twee-zonder (v)               |          |
| Waterpolo     | Peter Röhle Thomas Loebb Frank Otto Rainer Hoppe Armando Fernandez Thomas Huber Jürgen Schroder Rainer Osselmann Hagen Stamm Roland Freund Dirk Theismann Santiago Chalmovsky Werner Obschernikat                                                 | mannen                        |          |
| Wielersport   | Reinhard Alber Rolf Gölz Roland Günther Michael Marx | ploegenachtervolging (m)      |          |
| Wielersport   | Sandra Schumacher | wegwedstrijd (v)              |          |
| Zwemmen       | Thomas Fahrner | 200m vrije slag (m)           |          |
| Zwemmen       | Stefan Pfeiffer | 1500m vrije slag (m)          |          |
| Zwemmen       | Karin Seick | 100m vlinderslag (v)          |          |
| Zwemmen       | Ina Beyermann | 200m vlinderslag (v)          |          |
| Zwemmen       | Petra Zindler | 400m wisselslag (v)           |          |
| Zwemmen       | Susanne Schuster Christiane Pielke Karin Seick Iris Zscherpe | 4x100m vrije slag (v)         |          |

## Deelnemers en resultaten per onderdeel

### Atletiek
| Olympiër                                                                                                 | Discipline             | Resultaat | Prestatie                                                                                           |
| --- | ---------------------- | --------- | --------------------------------------------------------------------------------------------------- |
| Jürgen Evers                                                                                             | 100m (m)               | 34e       | serie 5: 3de in 10,54 kwartfinale 5: 8ste in 10,69                                                  |
| Christian Haas                                                                                           | 100m (m)               | 10e       | serie 11: 1ste in 10,41 kwartfinale 1: 3de in 10,51 halve finale 1: 6de in 10,41                    |
| Ralf Lübke                                                                                               | 100m (m)               | 45e       | serie 9: 4de in 10,70                                                                               |
| Jürgen Evers                                                                                             | 200m (m)               | 18e       | serie 3: 3de in 21,12 kwartfinale 2: 5de in 20,95                                                   |
| Ralf Lübke                                                                                               | 200m (m)               | 5e        | serie 2: 2de in 20,88 kwartfinale 4: 2de in 20,57 halve finale 2: 4de in 20,67 finale: 5de in 20,51 |
| Erwin Skamrahl                                                                                           | 400m (m)               | 26e       | serie 9: 1ste in 45,94 kwartfinale 4: 5de in 46,39                                                  |
| Hans-Peter Ferner                                                                                        | 800m (m)               | 11e       | serie 7: 2de in 1.47,55 kwartfinale 4: 2de in 1.45,52 halve finale 2: 5de in 1.46,16                |
| Uwe Becker                                                                                               | 1500m (m)              | 13e       | serie 5: 3de in 3.37,76 halve finale 2: 6de in 3.37,28                                              |
| Christoph Herle                                                                                          | 5000m (m)              | DNF       | serie 2: 6de in 13.46,35 halve finale 2: niet gefinisht                                             |
| Uwe Mönkemeyer                                                                                           | 5000m (m)              | DNF       | serie 3: 8ste in 13.48,66 halve finale 1: niet gefinisht                                            |
| Christoph Herle                                                                                          | 10000m (m)             | 5e        | serie 2: 4de in 28.30,28 finale: 5de in 28.08,21                                                    |
| Harald Schmid                                                                                            | 400m horden (m)        | Brons     | serie 2: 1ste in 49,34 halve finale 2: 3de in 49,04 finale: 3de in 48,19                            |
| Uwe Schmitt                                                                                              | 400m horden (m)        | 14e       | serie 4: 3de in 49,77 halve finale 1: 6de in 50,08                                                  |
| Christian Zirkelbach Peter Klein Jürgen Evers Ralf Lübke                                                 | 4x100m (m)             | 5e        | serie 1: 2de in 39,04 halve finale 2: 3de in 38,70 finale: 5de in 38,99                             |
| Martin Weppler Uwe Schmitt Thomas Giessing Erwin Skamrahl                                                | 4x400m (m)             | 11e       | serie 3: 2de in 3.03,33 halve finale 1: 5de in 3.04,69                                              |
| Ralf Salzmann                                                                                            | marathon (m)           | 18e       | 2:15.29                                                                                             |
| Dieter Hoffmann                                                                                          | 20km snelwandelen (m)  | DNS       | niet gestart                                                                                        |
| Peter Bouschen                                                                                           | hink-stap-springen (m) | 5e        | kwalificatie groep A: 4de met 16,40m finale: 5de met 16,77m                                         |
| Ralf Jaros                                                                                               | hink-stap-springen (m) | 17e       | kwalificatie groep B 10de met 16,02m                                                                |
| Dietmar Mögenburg                                                                                        | hoogspringen (m)       | Goud      | kwalificatie groep A: 1ste met 2,24m finale: 1ste met 2,35m                                         |
| Gerd Nagel                                                                                               | hoogspringen (m)       | 18e       | kwalificatie groep A: 13de met 2,18m                                                                |
| Carlo Thränhardt                                                                                         | hoogspringen (m)       | 10e       | kwalificatie groep A: 10de met 2,24m finale: 10de met 2,15m                                         |
| Karsten Stolz                                                                                            | kogelstoten (m)        | 12e       | kwalificatie: 12de met 18,98m finale: 12de met 18,21m                                               |
| Rolf Danneberg                                                                                           | discuswerpen (m)       | Goud      | kwalificatie groep A: 1ste met 63,48m finale: 1ste met 66,60m                                       |
| Werner Hartmann                                                                                          | discuswerpen (m)       | 13e       | kwalificatie groep A: 7de met 59,92m                                                                |
| Alwin Wagner                                                                                             | discuswerpen (m)       | 6e        | kwalificatie groep B: 6de met 61,52m finale: 6de met 64,72m                                         |
| Wolfram Gambke                                                                                           | speerwerpen (m)        | 4e        | kwalificatie groep A: 2de met 82,98m finale: 4de met 82,46m                                         |
| Klaus Tafelmeier                                                                                         | speerwerpen (m)        | 22e       | kwalificatie groep B: 10de met 73,52m                                                               |
| Klaus Ploghaus                                                                                           | kogelslingeren (m)     | Brons     | kwalificatie groep A: 1ste met 74,68m finale: 3de met 76,68m                                        |
| Karl-Hans Riehm                                                                                          | kogelslingeren (m)     | Zilver    | kwalificatie groep B: 1ste met 75,50m finale: 2de met 77,98m                                        |
| Christoph Sahner                                                                                         | kogelslingeren (m)     | DNF       | kwalificatie groep A: 2de met 73,88m finale: geen geldige poging                                    |
| Jürgen Hingsen                                                                                           | tienkamp (m)           | Zilver    | 8673 punten                                                                                         |
| Guido Kratschmer                                                                                         | tienkamp (m)           | 4e        | 8326 punten                                                                                         |
| Siegfried Wentz                                                                                          | tienkamp (m)           | Brons     | 8412 punten                                                                                         |
| |                        |           | |
| Heidi-Elke Gaugel                                                                                        | 100m (v)               | 11e       | serie 6: 2de in 11,38 kwartfinale 1: 3de in 11,50 halve finale 2: 6de in 11,62                      |
| Heidi-Elke Gaugel                                                                                        | 200m (v)               | 12e       | serie 2: 3de in 23,37 kwartfinale 4: 3de in 23,19 halve finale 2: 7de in 23,02                      |
| Michaela Schabinger                                                                                      | 200m (v)               | 21e       | serie 6: 3de in 24,12 kwartfinale 2: 5de in 23,84                                                   |
| Gaby Bußmann                                                                                             | 400m (v)               | DNF       | serie 2: 1ste in 52,42 halve finale 1: niet gestart                                                 |
| Heike Schulte-Mattler                                                                                    | 400m (v)               | 17e       | serie 1: 5de in 52,77                                                                               |
| Ute Thimm                                                                                                | 400m (v)               | 6e        | serie 4: 3de in 52,53 halve finale 2: 4de in 51,03 finale: 6de in 50,37                             |
| Margrit Klinger                                                                                          | 800m (v)               | 7e        | serie 1: 1ste in 2.03,66 halve finale 2: 3de in 2.00,00 finale: 7de in 2.00,65                      |
| Roswitha Gerdes                                                                                          | 1500m (v)              | 4e        | serie 1: 4de in 4.10,64 finale: 4de in 4.04,41                                                      |
| Margrit Klinger                                                                                          | 1500m (v)              | DNF       | serie 2: niet gestart                                                                               |
| Brigitte Kraus                                                                                           | 3000m (v)              | 7e        | serie 2: 1ste in 8.57,53 finale: niet gestart                                                       |
| Ulrike Denk                                                                                              | 100m horden (v)        | 7e        | serie 3: 1ste in 13,32 halve finale 2: 4de in 13,20 finale: 7de in 13,32                            |
| Edith Oker                                                                                               | 100m horden (v)        | 10e       | serie 2: 2de in 13,14 halve finale 1: 5de in 13,37                                                  |
| Edith Oker Michaela Schabinger Heidi-Elke Gaugel Ute Thimm                                               | 4x100m (v)             | 5e        | serie 2: 3de in 44,30 finale: 5de in 43,57                                                          |
| Heike Schulte-Mattler Ute Thimm Heide-Elke Gaugel Gaby Bußmann Nicole Leistenschneider Christina Sussiek | 4x400m (v)             | Brons     | serie 2: 2de in 3.33,63 finale: 3de in 3.22,98                                                      |
| Charlotte Teske                                                                                          | marathon (v)           | 16e       | 2:35.56                                                                                             |
| Brigitte Holzapfel                                                                                       | hoogspringen (v)       | 11e       | kwalificatie: 15de met 1,90m finale: 11de met 1,85m                                                 |
| Ulrike Meyfarth                                                                                          | hoogspringen (v)       | Goud      | kwalificatie: 1ste met 1,90m finale: 1ste met 2,02m (OR)                                            |
| Heike Redetzky                                                                                           | hoogspringen (v)       | 6e        | kwalificatie: 1ste met 1,90m finale: 11de met 1,85m                                                 |
| Claudia Losch                                                                                            | kogelstoten (v)        | Goud      | 20,48m                                                                                              |
| Ingra Manecke                                                                                            | discuswerpen (v)       | 6e        | kwalificatie groep B: 1ste met 56,20m finale: 6de met 58,56m                                        |
| Beate Peters                                                                                             | speerwerpen (v)        | 7e        | kwalificatie groep B: 4de met 61,56m finale: 7de met 62,34m                                         |
| Ulrike Meyfarth                                                                                          | speerwerpen (v)        | 6e        | kwalificatie groep A: 4de met 60,86m finale: 6de met 63,26m                                         |
| Sabine Braun                                                                                             | zevenkamp (v)          | 6e        | 6236 punten                                                                                         |
| Birgit Dressel                                                                                           | zevenkamp (v)          | 9e        | 6082 punten                                                                                         |
| Sabine Everts                                                                                            | zevenkamp (v)          | Brons     | 6363 punten                                                                                         |

### Basketbal
| Olympiër | Discipline | Resultaat | Prestatie |
| --- | ---------- | --------- | --- |
| Christoph Komer Vladimir Kadlec Uwe Brauer Uwe Sauer Ulrich Peters Klaus Zander Michael Pappert Armin Sowa Detlef Schrempf Uwe Blab Ingo Mendel Christian Welp | mannen     | 8e        | groep A: 4de V van Joegoslavië: 83-96 V van Italië: 72-80 V van Australië: 66-67 W van Egypte: 85-58 W van Brazilië: 78-75 kwartfinale: V van Verenigde Staten: 67-78 5-8ste plek: V van Italië: 71-98 7-8ste plek: V van Australië: 78-83 |

| Groep A |                          |             |             |             |        |        |        |        |
| #       | Land                     | Wedstrijden | Wedstrijden | Wedstrijden | Punten | Punten | Punten | Punten |
| #       | Land                     | G           | W           | V           | V      | T      | Saldo  | Punten |
| 1       | Joegoslavië              | 5           | 5           | 0           | 457    | 366    | +91    | 10     |
| 2       | Italië                   | 5           | 4           | 1           | 437    | 363    | +74    | 9      |
| 3       | Australië                | 5           | 3           | 2           | 383    | 403    | -20    | 8      |
| 4       | Bondsrepubliek Duitsland | 5           | 2           | 3           | 384    | 376    | +8     | 7      |
| 5       | Brazilië                 | 5           | 1           | 4           | 401    | 423    | -22    | 6      |
| 6       | Egypte                   | 5           | 0           | 5           | 349    | 480    | -131   | 5      |

| Ronde       | Datum       | Plaats                   | Land  | Score                    | Land |
| ----------- | ----------- | ------------------------ | ----- | ------------------------ | ---- |
| Groepsfase  |             |                          |       |                          |      |
| 29 juli     | Los Angeles | Joegoslavië              | 96-83 | Bondsrepubliek Duitsland |      |
| 30 juli     | Los Angeles | Italië                   | 80-72 | Bondsrepubliek Duitsland |      |
| 1 augustus  | Los Angeles | Australië                | 67-66 | Bondsrepubliek Duitsland |      |
| 2 augustus  | Los Angeles | Bondsrepubliek Duitsland | 85-58 | Egypte                   |      |
| 4 augustus  | Los Angeles | Bondsrepubliek Duitsland | 78-75 | Brazilië                 |      |
| Kwartfinale |             |                          |       |                          |      |
| 6 augustus  | Los Angeles | Verenigde Staten         | 78-67 | Bondsrepubliek Duitsland |      |
| 5-8ste plek |             |                          |       |                          |      |
| 8 augustus  | Los Angeles | Verenigde Staten         | 98-71 | Bondsrepubliek Duitsland |      |
| 7-8ste plek |             |                          |       |                          |      |
| 10 augustus | Los Angeles | Australië                | 83-78 | Bondsrepubliek Duitsland |      |

### Boksen
| Olympiër         | Discipline  | Resultaat | Prestatie |
| ---------------- | ----------- | --------- | --- |
| Stefan Gertel    | -54kg (m)   | 17e       | 1ste ronde: vrij 2de ronde: V van FRA Gomis |
| Stefan Gertel    | -60kg (m)   | 5e        | 1ste ronde: vrij 2de ronde: W van IRQ Khenyab: 4-1 3de ronde: W van CAN Kalbhenn: 5-0 kwartfinale: V van USA Whitaker: 0-5                               |
| Helmut Gertel    | -63,5kg (m) | 17e       | 1ste ronde: vrij 2de ronde: V van USA Page: 0-5 |
| Stefan Gertel    | -67kg (m)   | 5e        | 1ste ronde: vrij 2de ronde: W van SYR Aldahan: 5-0 3de ronde: W van ALG Abboud: 4-1 kwartfinale: V van ITA Bruno: 0-5                                    |
| Manfred Zielonka | -71kg (m)   | Brons     | 1ste ronde: vrij 2de ronde: W van ZIM Mlilo: 4-1 3de ronde: W van ARG Ollo: 5-0 kwartfinale: W van CIV Sery: 5-0 halve finale: V van USA Tate: walk-over |
| Andreas Bauer    | -75kg (m)   | 17e       | 1ste ronde: V van ARG Corti: 0-5 |
| Markus Bott      | -81kg (m)   | 9e        | 1ste ronde: vrij 2de ronde: V van YUG Josipović: 1-4 |
| Peter Hussing    | +81kg (m)   | 5e        | 1ste ronde: W van AUT Mayer: 5-0 kwartfinale: V van YUG Salihu: 2-3                                                                                      |

### Boogschieten
| Olympiër         | Discipline      | Resultaat | Prestatie                                                                             |
| ---------------- | --------------- | --------- | ------------------------------------------------------------------------------------- |
| Armin Garnreiter | individueel (m) | 10e       | 1ste ronde: 16de met 1235 punten 2de ronde: 9de met 1259 punten totaal: 2494 punten   |
| Detlef Kahlert   | individueel (m) | 15e       | 1ste ronde: 22ste met 1230 punten 2de ronde: 10de met 1256 punten totaal: 2486 punten |
| Harry Wittig     | individueel (m) | 9e        | 1ste ronde: 21ste met 1231 punten 2de ronde: 6de met 1266 punten totaal: 2497 punten  |
|                  |                 |           |                                                                                       |
| Manuela Dachner  | individueel (v) | 6e        | 1ste ronde: 7de met 1260 punten 2de ronde: 9de met 1248 punten totaal: 2508 punten    |
| Doris Haas       | individueel (v) | 11e       | 1ste ronde: 13de met 1239 punten 2de ronde: 12de met 1241 punten totaal: 2480 punten  |

### Gewichtheffen
| Olympiër               | Discipline | Resultaat | Prestatie                                                    |
| ---------------------- | ---------- | --------- | ------------------------------------------------------------ |
| Karl-Heinz Radschinsky | -75kg (m)  | Goud      | trekken: 1ste met 150kg stoten: 1ste met 190kg totaal: 340kg |
| Peter Immesberger      | -90kg (m)  | 4e        | 350kg                                                        |
| Rolf Milser            | -100kg (m) | Goud      | 385kg                                                        |
| Olaf Peters            | -110kg (m) | 8e        | 347,5kg                                                      |
| Frank Seipelt          | -110kg (m) | 4e        | 367,5kg                                                      |
| Manfred Nerlinger      | +110kg (m) | Brons     | 397,5kg                                                      |

### Gymnastiek
| Olympiër                                                                                    | Discipline               | Resultaat | Prestatie                                                             |
| Ritmisch                                                                                    | Ritmisch                 | Ritmisch  | Ritmisch                                                              |
| ------------------------------------------------------------------------------------------- | ------------------------ | --------- | --------------------------------------------------------------------- |
| Claudia Scharmann                                                                           | individueel (v)          | 12e       | kwalificatie: 11de met 37,200 punten finale: 12de met 56,250 punten   |
| Regina Weber                                                                                | individueel (v)          | Brons     | kwalificatie: 7de met 37,600 punten finale: 3de met 57,700 punten     |
| Turnen                                                                                      |                          |           |                                                                       |
| Jürgen Geiger                                                                               | brug (m)                 | 10e       | kwalificatie: 11de met 19,60 punten finale: 7de met 19,600 punten     |
| Daniel Winkler                                                                              | brug (m)                 | 7e        | kwalificatie: 7de met 19,600 punten finale: 7de met 19,600 punten     |
| Benno Groa                                                                                  | paard voltige (m)        | 7e        | kwalificatie: 7de met 19,55 punten finale: 7de met 19,525 punten      |
| Jürgen Geiger                                                                               | meerkamp individueel (m) | 10e       | kwalificatie: 14de met 116,75 punten finale: 10de met 116,675 punten  |
| Benno Groa                                                                                  | meerkamp individueel (m) | 25e       | kwalificatie: 25ste met 116,05 punten                                 |
| Andreas Japtok                                                                              | meerkamp individueel (m) | 17e       | kwalificatie: 21ste met 116,20 punten finale: 17de met 115,850 punten |
| Volker Rohrwick                                                                             | meerkamp individueel (m) | 32e       | kwalificatie: 32ste met 115,45 punten                                 |
| Bernhard Simmelbauer                                                                        | meerkamp individueel (m) | 36e       | kwalificatie: 36ste met 115,25 punten                                 |
| Daniel Winkler                                                                              | meerkamp individueel (m) | 21e       | kwalificatie: 18de met 116,40 punten finale: 21ste met 115,25 punten  |
| Jürgen Geiger Benno Groa Andreas Japtok Volker Rohrwick Bernhard Simmelbauer Daniel Winkler | meerkamp individueel (m) | 4e        | 582,10 punten                                                         |
|                                                                                             |                          |           |                                                                       |
| Anja Wilhelm                                                                                | balk (v)                 | 7e        | kwalificatie: 16de met 19,10 punten finale: 7de met 19,200 punten     |
| Brigitta Lehmann                                                                            | sprong (v)               | 6e        | kwalificatie: 13de met 19,50 punten finale: 6de met 19,425 punten     |
| Astrid Beckers                                                                              | meerkamp individueel (v) | 23e       | kwalificatie: 29ste met 75,25 punten finale: 23ste met 75,125 punten  |
| Angela Golz                                                                                 | meerkamp individueel (v) | 31e       | kwalificatie: 31ste met 74,85 punten                                  |
| Elke Heine                                                                                  | meerkamp individueel (v) | 36e       | kwalificatie: 18de met 76,55 punten finale: 36ste met 57,725 punten   |
| Brigitta Lehmann                                                                            | meerkamp individueel (v) | 31e       | kwalificatie: 31ste met 74,85 punten                                  |
| Heike Schwarm                                                                               | meerkamp individueel (v) | 31e       | kwalificatie: 31ste met 74,85 punten                                  |
| Anja Wilhelm                                                                                | meerkamp individueel (v) | 12e       | kwalificatie: 20ste met 76,45 punten finale: 12de met 76,425 punten   |
| Astrid Beckers Angela Golz Elke Heine Brigitta Lehmann Heike Schwarm Anja Wilhelm           | meerkamp individueel (v) | 4e        | 379,15 punten                                                         |

### Handbal

#### Mannen
| Olympiër | Discipline | Resultaat | Prestatie |
| --- | ---------- | --------- | --- |
| Jochen Fraatz Thomas Happe Arnulf Meffle Rüdiger Neitzel Michael Paul Dirk Rauin Siegfried Roch Michael Roth Ulrich Roth Martin Schwalb Uwe Schwenker Thomas Springel Andreas Thiel Klaus Wöller Erhard Wunderlich | mannen     | Zilver    | groep B: 1ste W van Verenigde Staten: 21-19 W van Spanje: 18-16 W van Zweden: 18-17 W van Zuid-Korea: 37-25 W van Denemarken: 20-18 finale: V van Joegoslavië: 17-18 |

| Groep B |                          |             |             |             |             |            |            |            |        |
| #       | Land                     | Wedstrijden | Wedstrijden | Wedstrijden | Wedstrijden | Doelpunten | Doelpunten | Doelpunten | Punten |
| #       | Land                     | G           | W           | G           | V           | V          | T          | Saldo      | Punten |
| 1       | Bondsrepubliek Duitsland | 5           | 5           | 0           | 0           | 114        | 95         | +19        | 10     |
| 2       | Denemarken               | 5           | 4           | 0           | 1           | 115        | 99         | +16        | 8      |
| 3       | Zweden                   | 5           | 3           | 0           | 2           | 119        | 110        | +9         | 6      |
| 4       | Spanje                   | 5           | 2           | 0           | 3           | 105        | 106        | -1         | 4      |
| 5       | Verenigde Staten         | 5           | 0           | 1           | 4           | 91         | 100        | -9         | 1      |
| 6       | Zuid-Korea               | 5           | 0           | 1           | 4           | 123        | 157        | -34        | 1      |

| Ronde          | Datum       | Plaats                   | Land  | Score                    | Land |
| -------------- | ----------- | ------------------------ | ----- | ------------------------ | ---- |
| Groepsfase     |             |                          |       |                          |      |
| 31 juli        | Los Angeles | Bondsrepubliek Duitsland | 21-19 | Verenigde Staten         |      |
| 2 augustus     | Los Angeles | Bondsrepubliek Duitsland | 18-16 | Spanje                   |      |
| 4 augustus     | Los Angeles | Bondsrepubliek Duitsland | 18-17 | Zweden                   |      |
| 6 augustus     | Los Angeles | Bondsrepubliek Duitsland | 37-25 | Zuid-Korea               |      |
| 8 augustus     | Los Angeles | Bondsrepubliek Duitsland | 20-18 | Denemarken               |      |
| Bronzen finale |             |                          |       |                          |      |
| 11 augustus    | Los Angeles | Joegoslavië              | 18-17 | Bondsrepubliek Duitsland |      |

#### Vrouwen
| Olympiër | Discipline | Resultaat | Prestatie |
| --- | ---------- | --------- | --- |
| Maike Becker Elke Blumauer Sabine Erbs Astrid Huhn Kerstin Jonsson Sabrina Koschella Corinna Kunze Roswitha Mroczynski Petra Platen Vanadis Putzke Silvia Schmitt Dagmar Stelberg Claudia Sturm | vrouwen    | 4e        | groep: 4de V van Joegoslavië: 19-20 V van China: 19-20 W van Oostenrijk: 18-17 W van Verenigde Staten: 18-17 V van Zuid-Korea: 17-26 |

| Groep B |                          |             |             |             |             |            |            |            |        |
| #       | Land                     | Wedstrijden | Wedstrijden | Wedstrijden | Wedstrijden | Doelpunten | Doelpunten | Doelpunten | Punten |
| #       | Land                     | G           | W           | G           | V           | V          | T          | Saldo      | Punten |
| 1       | Joegoslavië              | 5           | 5           | 0           | 0           | 143        | 102        | +41        | 10     |
| 2       | Zuid-Korea               | 5           | 3           | 1           | 1           | 125        | 119        | +6         | 7      |
| 3       | China                    | 5           | 2           | 1           | 2           | 112        | 115        | -3         | 5      |
| 4       | Bondsrepubliek Duitsland | 5           | 2           | 0           | 3           | 91         | 100        | -9         | 4      |
| 5       | Verenigde Staten         | 5           | 2           | 0           | 3           | 114        | 123        | -9         | 4      |
| 6       | Oostenrijk               | 5           | 0           | 0           | 5           | 91         | 117        | -26        | 0      |

| Ronde      | Datum       | Plaats                   | Land  | Score                    | Land |
| ---------- | ----------- | ------------------------ | ----- | ------------------------ | ---- |
| Groepsfase |             |                          |       |                          |      |
| 1 augustus | Los Angeles | Joegoslavië              | 20-19 | Bondsrepubliek Duitsland |      |
| 3 augustus | Los Angeles | Bondsrepubliek Duitsland | 19-20 | China                    |      |
| 5 augustus | Los Angeles | Bondsrepubliek Duitsland | 18-17 | Oostenrijk               |      |
| 7 augustus | Los Angeles | Bondsrepubliek Duitsland | 18-17 | Verenigde Staten         |      |
| 9 augustus | Los Angeles | Zuid-Korea               | 26-17 | Bondsrepubliek Duitsland |      |

### Hockey

#### Mannen
| Olympiër | Discipline | Resultaat | Prestatie |
| --- | ---------- | --------- | --- |
| Christian Bassemir Stefan Blöcher Dirk Brinkmann Heiner Dopp Carsten Fischer Tobias Frank Volker Fried Thomas Gunst Joachim Hürter Horst-Ulrich Hänel Andreas Keller Reinhard Krull Michael Peter Thomas Reck Eckhard Schmidt-Opper Markku Slawyk | mannen     | Zilver    | groep A: 2de W van Spanje: 3-1 W van Verenigde Staten: 4-0 V van Australië: 0-3 W van Maleisië: 5-0 G van India: 0-0 halve finale: W van Groot-Brittannië: 1-0 finale: V van Pakistan: 1-2 |

| Groep A |                          |             |             |             |             |            |            |            |        |
| #       | Land                     | Wedstrijden | Wedstrijden | Wedstrijden | Wedstrijden | Doelpunten | Doelpunten | Doelpunten | Punten |
| #       | Land                     | G           | W           | G           | V           | V          | T          | Saldo      | Punten |
| 1       | Australië                | 5           | 5           | 0           | 0           | 17         | 4          | +13        | 10     |
| 2       | Bondsrepubliek Duitsland | 5           | 3           | 1           | 1           | 12         | 4          | +8         | 7      |
| 3       | India                    | 5           | 3           | 1           | 1           | 14         | 9          | +5         | 7      |
| 4       | Spanje                   | 5           | 2           | 0           | 3           | 11         | 12         | -1         | 4      |
| 5       | Maleisië                 | 5           | 1           | 0           | 4           | 6          | 17         | -11        | 2      |
| 6       | Verenigde Staten         | 5           | 0           | 0           | 5           | 4          | 18         | -14        | 0      |

| Ronde          | Datum       | Plaats                   | Land | Score                    | Land |
| -------------- | ----------- | ------------------------ | ---- | ------------------------ | ---- |
| Groepsfase     |             |                          |      |                          |      |
| 29 juli        | Los Angeles | Spanje                   | 1-3  | Bondsrepubliek Duitsland |      |
| 31 juli        | Los Angeles | Bondsrepubliek Duitsland | 4-0  | Verenigde Staten         |      |
| 2 augustus     | Los Angeles | Australië                | 3-0  | Bondsrepubliek Duitsland |      |
| 4 augustus     | Los Angeles | Bondsrepubliek Duitsland | 5-0  | Maleisië                 |      |
| 6 augustus     | Los Angeles | Bondsrepubliek Duitsland | 0-0  | India                    |      |
| Halve finale   |             |                          |      |                          |      |
| 9 augustus     | Los Angeles | Bondsrepubliek Duitsland | 1-0  | Groot-Brittannië         |      |
| Bronzen finale |             |                          |      |                          |      |
| 11 augustus    | Los Angeles | Bondsrepubliek Duitsland | 1-2  | Pakistan                 |      |

#### Vrouwen
| Olympiër | Discipline | Resultaat | Prestatie |
| --- | ---------- | --------- | --- |
| Gaby Appel Dagmar Breiken Beate Deininger Elke Drüll Birgit Hagen Birgit Hahn Martina Koch Sigrid Landgraf Corinna Lingnau Christina Moser Patricia Ott Hella Roth Gabi Schley Susanne Schmid Ursula Thielemann Andrea Weiermann-Lietz | vrouwen    | Zilver    | groepsfase: 2de G van Australië: 2-2 W van Canada: 3-0 V van Nederland: 2-6 W van Nieuw-Zeeland: 1-0 G van Verenigde Staten: 1-1 |

| Groepsfase |                          |             |             |             |             |            |            |            |        |
| #          | Land                     | Wedstrijden | Wedstrijden | Wedstrijden | Wedstrijden | Doelpunten | Doelpunten | Doelpunten | Punten |
| #          | Land                     | G           | W           | G           | V           | V          | T          | Saldo      | Punten |
| 1          | Nederland                | 5           | 4           | 1           | 0           | 14         | 6          | +8         | 9      |
| 2          | Bondsrepubliek Duitsland | 5           | 2           | 2           | 1           | 9          | 9          | 0          | 6      |
| 3          | Verenigde Staten         | 5           | 2           | 1           | 2           | 9          | 7          | +2         | 5      |
| 4          | Australië                | 5           | 2           | 1           | 2           | 9          | 7          | +2         | 5      |
| 5          | Canada                   | 5           | 2           | 1           | 2           | 9          | 11         | -2         | 5      |
| 6          | Nieuw-Zeeland            | 5           | 0           | 0           | 5           | 2          | 12         | -10        | 0      |

| Ronde      | Datum       | Plaats                   | Land | Score                    | Land |
| ---------- | ----------- | ------------------------ | ---- | ------------------------ | ---- |
| Groepsfase |             |                          |      |                          |      |
| 1 augustus | Los Angeles | Australië                | 2-2  | Bondsrepubliek Duitsland |      |
| 3 augustus | Los Angeles | Bondsrepubliek Duitsland | 3-0  | Canada                   |      |
| 5 augustus | Los Angeles | Bondsrepubliek Duitsland | 2-6  | Nederland                |      |
| 7 augustus | Los Angeles | Bondsrepubliek Duitsland | 1-0  | Nieuw-Zeeland            |      |
| 9 augustus | Los Angeles | Bondsrepubliek Duitsland | 1-1  | Verenigde Staten         |      |

### Judo
| Olympiër                  | Discipline      | Resultaat | Prestatie |
| ------------------------- | --------------- | --------- | --------- |
| Peter Jupke               | -60kg (m)       | 10e       |           |
| James Rohleder            | -65kg (m)       | 14e       |           |
| Steffen Stranz            | -71kg (m)       | 13e       |           |
| Frank Wieneke             | -78kg (m)       | Goud      |           |
| Marc Meiling              | -86kg (m)       | 12e       |           |
| Günther Neureuther        | -95kg (m)       | Brons     |           |
| Alexander von der Groeben | +95kg (m)       | 9e        |           |
| Arthur Schnabel           | open klasse (m) | Brons     |           |

### Kanovaren
| Olympiër                                                     | Discipline    | Resultaat | Prestatie                                                                            |
| ------------------------------------------------------------ | ------------- | --------- | ------------------------------------------------------------------------------------ |
| Hartmut Faust                                                | C-1 500m (m)  | 7e        | serie 2: 3de in 2.05,95 halve finale 1: 2de in 2.02,60 finale: 7de in 2.01,85        |
| Ulrich Eicke                                                 | C-1 1000m (m) | Goud      | serie 1: 1ste in 4.10,10 finale: 1ste in 4.06,32                                     |
| Wolfram Faust Ralf Wienand                                   | C-2 500m (m)  | 6e        | serie 1: 4de in 1.51,08 halve finale 1: 1ste in 1.50,20 finale: 6de in 1.48,97       |
| Wolfram Faust Ralf Wienand                                   | C-2 1000m (m) | 4e        | serie 1: 3de in 4.01,73 finale: 4de in 3.52,69                                       |
| Reiner Scholl                                                | K-1 500m (m)  | 8e        | serie 2: 2de in 1.51,55 halve finale 3: 2de in 1.50,70 finale: 8ste in 1.49,89       |
| Christoph Wolf                                               | K-1 1000m (m) | 12e       | serie 2: 4de in 4.00,21 herkansingen: 1ste in 4.03,47 halve finale 3: 4de in 4.00,33 |
| Matthias Seack Oliver Seack                                  | K-2 500m (m)  | 7e        | serie 2: 3de in 1.38,57 halve finale 3: 2de in 1.37,00 finale: 7de in 1.36,51        |
| Matthias Seack Oliver Seack                                  | K-2 1000m (m) | 7e        | serie 2: 1ste in 3.28,30 halve finale 2: 2de in 3.30,18 finale: 5de in 3.27,28       |
| Bernd Hessel Oliver Kegel Detlef Schmidt Reiner Scholl       | K-4 1000m (m) | 8e        | serie 1: 3de in 3.07,30 halve finale 2: 3de in 3.09,65 finale: 8ste in 3.06,47       |
|                                                              |               |           |                                                                                      |
| Barbara Schüttpelz                                           | K-1 500m (v)  | Zilver    | serie 2: 1ste in 2.01,14 finale: 2de in 1.59,93                                      |
| Josefa Idem Barbara Schüttpelz                               | K-2 500m (v)  | Brons     | serie 2: 3de in 1.50,84 finale: 3de in 1.47,32                                       |
| Josefa Idem Regina Schmidt Barbara Schüttpelz Judith Skolnik | K-4 500m (v)  | 5e        | 1.42,68                                                                              |

### Moderne vijfkamp
| Olympiër                                        | Discipline | Resultaat | Prestatie    |
| ----------------------------------------------- | ---------- | --------- | ------------ |
| Achim Bellmann                                  | mannen     | 14e       | 5114 punten  |
| Michael Rehbein                                 | mannen     | 21e       | 5021 punten  |
| Christian Sandow                                | mannen     | 27e       | 4893 punten  |
| Achim Bellmann Michael Rehbein Christian Sandow | team (m)   | 6e        | 15028 punten |

### Paardensport
| Olympiër                                                        | Discipline  | Resultaat | Prestatie                                                       |
| Dressuur                                                        | Dressuur    | Dressuur  | Dressuur                                                        |
| --------------------------------------------------------------- | ----------- | --------- | --------------------------------------------------------------- |
| Reiner Klimke                                                   | individueel | Goud      | kwalificatie: 1ste met 1797 punten finale: 1ste met 1504 punten |
| Herbert Krug                                                    | individueel | 5e        | kwalificatie: 9de met 1567 punten finale: 5de met 1323 punten   |
| Uwe Sauer                                                       | individueel | 6e        | kwalificatie: 7de met 1582 punten finale: 6de met 1279 punten   |
| Reiner Klimke Herbert Krug Uwe Sauer                            | team        | Goud      | 4955 punten                                                     |
| Eventing                                                        |             |           |                                                                 |
| Claus Erhorn                                                    | individueel | 16e       | 80 strafpunten                                                  |
| Dietmar Hogrefe                                                 | individueel | 12e       | 74,40 strafpunten                                               |
| Bettina Overesch                                                | individueel | 14e       | 79,60 strafpunten                                               |
| Burkhard Tesdorpf                                               | individueel | 39e       | 216,05 strafpunten                                              |
| Claus Erhorn Dietmar Hogrefe Bettina Overesch Burkhard Tesdorpf | team        | Brons     | 234 strafpunten                                                 |
| Springconcours                                                  |             |           |                                                                 |
| Peter Luther                                                    | individueel | 11e       | 16 strafpunten                                                  |
| Paul Schockemühle                                               | individueel | 7e        | 12 strafpunten                                                  |
| Franke Sloothaak                                                | individueel | 11e       | 16 strafpunten                                                  |
| Fritz Ligges Peter Luther Paul Schockemühle Franke Sloothaak    | team        | Brons     | 39,25 strafpunten                                               |

### Roeien
| Olympiër | Discipline      | Resultaat | Prestatie |
| --- | --------------- | --------- | --- |
| Peter-Michael Kolbe | skiff (m)       | Zilver    | serie 1: 2de in 7.48,29 herkansingen: 1ste in 7.21,47 halve finale 2: 1ste in 7.22,24 finale: 2de in 7.02,19 |
| Andreas Schmelz Georg Agrikola | dubbel-twee (m) | 4e        | |
| Axel Wöstmann Thomas Möllenkamp | twee-zonder (m) | 4e        | serie 1: 1ste in 6.53,83 halve finale 1: 2de in 6.57,14 finale: 4de in 6.52,23                               |
| Hermann Greß Dieter Göpfert Rudolf Ziegler                                                                                          | twee-met (m)    | 6e        | |
| Albert Hedderich Raimund Hörmann Dieter Wiedenmann Michael Dürsch                                                                   | dubbel-vier (m) | Goud      | |
| Norbert Keßlau Volker Grabow Jörg Puttlitz Guido Grabow                                                                             | vier-zonder (m) | 4e        | serie 1: 2de in 6.09,54 herkansingen: 2de in 6.22,54 finale: 4de in 6.09,27                                  |
| Heribert Karches Georg Konermann Wolfram Thiem Wolfgang Maennig Manfred Klein                                                       | vier-met (m)    | 6e        | serie 1: 2de in 6.28,29 herkansingen: 3de in 6.29,19 finale: 6de in 6.34,23                                  |
| |                 |           | |
| Ursula Brauch | skiff (v)       | 14e       | serie 1: 5de in 3.59,67 herkansingen: 4de in 4.00,20                                                         |
| Ellen Becker Iris Völkner | twee-zonder (v) | Brons     | |
| Anne Dickmann Regina Kleine-Kuhlmann Ute Kumitz Sabine Reuter Kathrien Plückhahn                                                    | dubbel-vier (v) | 4e        | |
| Heike Neu Sabine Hinkelmann Kerstin Rehders Angelika Beblo Heidrun Barth                                                            | vier-met (v)    | 6e        | |
| Elke Riesenkönig Klaudia Hornung Iris Völkner Ellen Becker Sabine Hinkelmann Heike Neu Kerstin Rehders Angelika Beblo Heidrun Barth | acht (v)        | 6e        | |

### Schermen
| Olympiër                                                                                    | Discipline      | Resultaat | Prestatie |
| ------------------------------------------------------------------------------------------- | --------------- | --------- | --------- |
| Elmar Borrmann                                                                              | degen (m)       | 6e        |           |
| Volker Fischer                                                                              | degen (m)       | 8e        |           |
| Alexander Pusch                                                                             | degen (m)       | 7e        |           |
| Elmar Borrmann Volker Fischer Gerhard Heer Rafael Nickel Alexander Pusch                    | degen team (m)  | Goud      |           |
| Matthias Behr                                                                               | floret (m)      | Zilver    |           |
| Matthias Gey                                                                                | floret (m)      | 6e        |           |
| Harald Hein                                                                                 | floret (m)      | 25e       |           |
| Harald Hein Matthias Behr Matthias Gey Klaus Reichert Frank Beck                            | floret team (m) | Zilver    |           |
| Jürgen Nolte                                                                                | sabel (m)       | 15e       |           |
| Freddy Scholz                                                                               | sabel (m)       | 10e       |           |
| Jörg Stratmann                                                                              | sabel (m)       | 22e       |           |
| Dieter Schneider Jürgen Nolte Freddy Scholz Jörg Stratmann Jörg Volkmann                    | sabel team (m)  | 4e        |           |
|                                                                                             |                 |           |           |
| Sabine Bischoff                                                                             | floret (v)      | 7e        |           |
| Cornelia Hanisch                                                                            | floret (v)      | Zilver    |           |
| Christiane Weber                                                                            | floret (v)      | 19e       |           |
| Christiane Weber Cornelia Hanisch Sabine Bischoff Ute Kircheis-Wessel Zita-Eva Funkenhauser | floret team (v) | Goud      |           |

### Schietsport
| Olympiër            | Discipline                 | Resultaat | Prestatie   |
| ------------------- | -------------------------- | --------- | ----------- |
| Peter Heinz         | 10m luchtgeweer (m)        | 5e        | 583 punten  |
| Bernhard Süß        | 10m luchtgeweer (m)        | 10e       | 581 punten  |
| Peter Heinz         | 50m geweer 3 houdingen (m) | 8e        | 1150 punten |
| Kurt Hillenbrand    | 50m geweer 3 houdingen (m) | 4e        | 1154 punten |
| Ulrich Lind         | 50m geweer liggend (m)     | 8e        | 593 punten  |
| Werner Seibold      | 50m geweer liggend (m)     | 25e       | 589 punten  |
| Gerhard Beyer       | 50m pistool (m)            | 23e       | 548 punten  |
| Jürgen Hartmann     | 50m pistool (m)            | 4e        | 560 punten  |
| Viktor Engel        | 25m snelvuurpistool (m)    | 9e        | 589 punten  |
| Alfred Radke        | 25m snelvuurpistool (m)    | 6e        | 590 punten  |
| Uwe Schröder        | 50m bewegend doel (m)      | 4e        | 581 punten  |
|                     |                            |           |             |
| Gisela Sailer       | 10m luchtgeweer (v)        | 6e        | 385 punten  |
| Silvia Sperber      | 10m luchtgeweer (v)        | 11e       | 381 punten  |
| Ulrike Holmer       | 50m geweer 3 houdingen (v) | Zilver    | 578 punten  |
| Sigrid Lang         | 50m geweer 3 houdingen (v) | 12e       | 567 punten  |
| Waltraud Weißenberg | 25m pistool (v)            | 20e       | 568 punten  |
|                     |                            |           |             |
| Norbert Hofmann     | skeet                      | 6e        | 194 punten  |
| Wolfgang Trautwein  | skeet                      | 29e       | 188 punten  |
| Peter Blecher       | trap                       | 28e       | 179 punten  |

### Schoonspringen
| Olympiër       | Discipline    | Resultaat | Prestatie                                                        |
| -------------- | ------------- | --------- | ---------------------------------------------------------------- |
| Dieter Dörr    | 3m plank (m)  | 5e        | voorronde: 11de met 533,61 punten finale: 10de met 549,33 punten |
| Albin Killat   | 3m plank (m)  | 7e        | voorronde: 8ste met 549,39 punten finale: 7de met 569,52 punten  |
| Dieter Dörr    | 10m toren (m) | 6e        | voorronde: 9de met 489,84 punten finale: 6de met 536,07 punten   |
| Albin Killat   | 10m toren (m) | 5e        | voorronde: 5de met 542,10 punten finale: 5de met 551,97 punten   |
|                |               |           |                                                                  |
| Kerstin Finke  | 3m plank (v)  | 20e       | voorronde: 20ste met 393,93 punten                               |
| Kerstin Finke  | 10m toren (v) | 11e       | voorronde: 8ste met 351,45 punten finale: 11de met 325,47 punten |
| Elke Heinrichs | 10m toren (v) | 16e       | voorronde: 16de met 320,07 punten                                |

### Sychroonzwemmen
| Olympiër                        | Discipline | Resultaat | Prestatie                                                           |
| ------------------------------- | ---------- | --------- | ------------------------------------------------------------------- |
| Gudrun Hänisch                  | solo       | 5e        | kwalificatie: 6de met 180,217 punten finale: 5de met 182,017 punten |
| Gudrun Hänisch Gerlind Scheller | duet       | 9e        | kwalificatie: 9de met 174,367 punten                                |

### Voetbal
| Olympiër | Discipline | Resultaat | Prestatie |
| --- | ---------- | --------- | --- |
| Bernd Franke Manfred Bockenfeld Roland Dickgiesser Dieter Bast Bernd Wehmeyer Guido Buchwald Jürgen Groh Rudolf Bommer Dieter Schatzschneider Andreas Brehme Frank Mill Walter Junghans Alfred Schoen Peter Lux Uwe Rahn Christian Schreier Dieter Schlindwein | mannen     | 5e        | groep C: 2de W van Marokko: 2-0 V van Brazilië: 0-1 W van Saoedi-Arabië: 6-0 kwartfinale: V van Joegoslavië: 2-5 |

| Groep C |                          |             |             |             |             |            |            |            |        |
| #       | Land                     | Wedstrijden | Wedstrijden | Wedstrijden | Wedstrijden | Doelpunten | Doelpunten | Doelpunten | Punten |
| #       | Land                     | G           | W           | G           | V           | V          | T          | Saldo      | Punten |
| 1       | Brazilië                 | 3           | 3           | 0           | 0           | 6          | 1          | +5         | 6      |
| 2       | Bondsrepubliek Duitsland | 3           | 2           | 0           | 1           | 8          | 1          | +7         | 4      |
| 3       | Marokko                  | 3           | 1           | 0           | 2           | 1          | 4          | -3         | 2      |
| 4       | Saoedi-Arabië            | 3           | 0           | 0           | 3           | 1          | 10         | -9         | 0      |

| Ronde       | Datum    | Plaats                   | Land | Score                    | Land |
| ----------- | -------- | ------------------------ | ---- | ------------------------ | ---- |
| Groepsfase  |          |                          |      |                          |      |
| 30 juli     | Stanford | Bondsrepubliek Duitsland | 2-0  | Marokko                  |      |
| 1 augustus  | Stanford | Brazilië                 | 1-0  | Bondsrepubliek Duitsland |      |
| 3 augustus  | Stanford | Saoedi-Arabië            | 0-6  | Bondsrepubliek Duitsland |      |
| Kwartfinale |          |                          |      |                          |      |
| 6 augustus  | Pasadena | Joegoslavië              | 5-2  | Bondsrepubliek Duitsland |      |

### Volleybal
| Olympiër | Discipline | Resultaat | Prestatie |
| --- | ---------- | --------- | --- |
| Ruth Holzhausen Birgitta Rühmer Gudrun Witte Beate Bühler Regina Vossen Sigrid Terstegge Andrea Sauvigny Renate Riek Marina Staden Almut Kemperdick Terry Place-Brandel Ute Hankers | zaal (v)   | 6e        | groep B: 3de V van Verenigde Staten: 0-3 (15-17, 8-15, 10-15) V van China: 0-3 (5-15, 6-15, 3-15) W van Brazilië: 3-0 (15-9, 16-14, 15-11) 5-8ste plek: W van Canada: 3-0 (15-5, 15-7, 15-1) 5-6de plek: V van Zuid-Korea: 0-3 (10-15, 10-15, 2-15) |

| Groep B |                          |             |             |             |             |             |             |        |        |        |        |
| #       | Land                     | Wedstrijden | Wedstrijden | Wedstrijden | Wedstrijden | Wedstrijden | Wedstrijden | Punten | Punten | Punten | Punten |
| #       | Land                     | G           | W           | V           | SW          | SV          | SR          | SPW    | SPL    | Saldo  | Punten |
| 1       | Verenigde Staten         | 3           | 3           | 0           | 9           | 3           | +6          | 165    | 137    | +27    | 6      |
| 2       | China                    | 3           | 2           | 1           | 7           | 3           | +4          | 144    | 101    | +43    | 5      |
| 3       | Bondsrepubliek Duitsland | 3           | 1           | 3           | 3           | 6           | -3          | 90     | 121    | -31    | 4      |
| 4       | Brazilië                 | 3           | 0           | 2           | 2           | 9           | -7          | 55     | 117    | -62    | 3      |

| Ronde       | Datum       | Plaats                   | Land | Score                    | Land |
| ----------- | ----------- | ------------------------ | ---- | ------------------------ | ---- |
| Groepsfase  |             |                          |      |                          |      |
| 30 juli     | Los Angeles | Verenigde Staten         | 3-0  | Bondsrepubliek Duitsland |      |
| 1 augustus  | Los Angeles | Bondsrepubliek Duitsland | 0-3  | China                    |      |
| 3 augustus  | Los Angeles | Brazilië                 | 0-3  | Bondsrepubliek Duitsland |      |
| 5-8ste plek |             |                          |      |                          |      |
| 5 augustus  | Los Angeles | Canada                   | 0-3  | Bondsrepubliek Duitsland |      |
| 5-6de plek  |             |                          |      |                          |      |
| 7 augustus  | Los Angeles | Zuid-Korea               | 3-0  | Bondsrepubliek Duitsland |      |

### Waterpolo
| Olympiër | Discipline | Resultaat | Prestatie |
| --- | ---------- | --------- | --- |
| Peter Röhle Thomas Loebb Frank Otto Rainer Hoppe Armando Fernandez Thomas Huber Jürgen Schroder Rainer Osselmann Hagen Stamm Roland Freund Dirk Theismann Santiago Chalmovsky Werner Obschernikat | mannen     | Brons     | groep C: 1ste W van Australië: 10-6 W van Japan: 15-8 W van Italië: 10-4 groep 1-6de plek: 3de G van Spanje: 8-8 V van Joegoslavië: 9-10 V van Verenigde Staten: 7-8 W van Nederland: 15-2 |

| Groep C |                          |             |             |             |             |        |        |        |        |
| #       | Land                     | Wedstrijden | Wedstrijden | Wedstrijden | Wedstrijden | Punten | Punten | Punten | Punten |
| #       | Land                     | G           | W           | G           | V           | V      | T      | Saldo  | Punten |
| 1       | Bondsrepubliek Duitsland | 3           | 3           | 0           | 0           | 35     | 18     | +17    | 6      |
| 2       | Australië                | 3           | 1           | 1           | 1           | 27     | 20     | +7     | 3      |
| 3       | Italië                   | 3           | 1           | 1           | 1           | 27     | 23     | -4     | 3      |
| 4       | Japan                    | 3           | 0           | 0           | 3           | 15     | 43     | -28    | 0      |

| Ronde      | Datum       | Plaats                   | Land | Score     | Land |
| ---------- | ----------- | ------------------------ | ---- | --------- | ---- |
| Groepsfase |             |                          |      |           |      |
| 1 augustus | Los Angeles | Bondsrepubliek Duitsland | 10-6 | Australië |      |
| 2 augustus | Los Angeles | Bondsrepubliek Duitsland | 15-8 | Japan     |      |
| 3 augustus | Los Angeles | Bondsrepubliek Duitsland | 10-4 | Italië    |      |

| Groep 1-6de plaats |                          |             |             |             |             |        |        |        |        |
| #                  | Land                     | Wedstrijden | Wedstrijden | Wedstrijden | Wedstrijden | Punten | Punten | Punten | Punten |
| #                  | Land                     | G           | W           | G           | V           | V      | T      | Saldo  | Punten |
| 1                  | Joegoslavië              | 5           | 4           | 1           | 0           | 47     | 33     | +14    | 9      |
| 2                  | Verenigde Staten         | 5           | 4           | 1           | 0           | 43     | 34     | +9     | 9      |
| 3                  | Bondsrepubliek Duitsland | 5           | 2           | 1           | 2           | 49     | 34     | +15    | 5      |
| 4                  | Spanje                   | 5           | 1           | 2           | 2           | 42     | 46     | -4     | 4      |
| 5                  | Australië                | 5           | 1           | 1           | 3           | 37     | 48     | -11    | 3      |
| 6                  | Nederland                | 5           | 0           | 0           | 5           | 25     | 48     | -23    | 0      |

| Ronde       | Datum       | Plaats                   | Land | Score                    | Land |
| ----------- | ----------- | ------------------------ | ---- | ------------------------ | ---- |
| Groepsfase  |             |                          |      |                          |      |
| 6 augustus  | Los Angeles | Spanje                   | 8-8  | Bondsrepubliek Duitsland |      |
| 7 augustus  | Los Angeles | Joegoslavië              | 10-9 | Bondsrepubliek Duitsland |      |
| 9 augustus  | Los Angeles | Verenigde Staten         | 8-7  | Bondsrepubliek Duitsland |      |
| 10 augustus | Los Angeles | Bondsrepubliek Duitsland | 15-2 | Nederland                |      |

### Wielersport
| Olympiër                                                  | Discipline                    | Resultaat | Prestatie |
| Baan                                                      | Baan                          | Baan      | Baan |
| --------------------------------------------------------- | ----------------------------- | --------- | --- |
| Gerhard Scheller                                          | sprint (m)                    | 5e        | 1ste ronde: 1ste in 11,29 2de ronde: 1ste in 11,11 3de ronde: 2de 3de ronde herkansingen: 1ste 3de ronde herkansingen finale: 1ste in 11,52 kwartfinale: V van USA Gorski: 0-2          |
| Fredy Schmidtke                                           | sprint (m)                    | 5e        | 1ste ronde: 1ste in 11,80 2de ronde: 1ste in 11,36 3de ronde: 2de 3de ronde herkansingen: 1ste in 11,45 3de ronde herkansingen finale: 1ste in 10,96 kwartfinale: V van FRA Vernet: 0-2 |
| Fredy Schmidtke                                           | tijdrit (m)                   | Goud      | 1.06,10 |
| Manfred Donike                                            | puntenkoers (m)               | 19e       | 3 punten op 3 ronden |
| Uwe Messerschmidt                                         | puntenkoers (m)               | Zilver    | 16 punten |
| Rolf Gölz                                                 | individuele achtervolging (m) | Zilver    | kwalificatie: 5de in 4.48,55 1ste ronde: W van SUI Müller: 4.42,63 kwartfinale: W van FRA Robert: 4.37,70 halve finale: W van USA Nitz finale: V van USA Hegg: 4.43,82                  |
| Ingo Wittenborn                                           | individuele achtervolging (m) | DNF       | kwalificatie: gedubbeld |
| Reinhard Alber Rolf Gölz Roland Günther Michael Marx      | ploegenachtervolging (m)      | Brons     | kwalificatie: 3de in 4.28,97 kwartfinale: W van Frankrijk: 4.28,00 halve finale: V van Verenigde Staten: gedubbeld bronzen finale: W van Italië: 4.25,60                                |
| Weg                                                       |                               |           | |
| Thomas Freienstein                                        | wegwedstrijd (m)              | 22e       | 5:07.48 |
| Andreas Kappes                                            | wegwedstrijd (m)              | DNF       | niet gefinisht |
| Achim Stadler                                             | wegwedstrijd (m)              | 36e       | 5:15.27 |
| Werner Stauff                                             | wegwedstrijd (m)              | 41e       | 5:18.01 |
| Hartmut Bölts Thomas Freienstein Bernd Gröne Michael Maue | ploegentijdrit (m)            | 12e       | 2:08.15 |
|                                                           |                               |           | |
| Gabriele Altweck                                          | wegwedstrijd (v)              | 33e       | 2:29.26 |
| Ute Enzenauer                                             | wegwedstrijd (v)              | 8e        | 2:13.28 |
| Sandra Schumacher                                         | wegwedstrijd (v)              | Brons     | 2:11.14 |
| Ines Varenkamp                                            | wegwedstrijd (v)              | 12e       | 2:13.28 |

### Worstelen
| Olympiër            | Discipline  | Resultaat   | Prestatie |
| Vrije stijl         | Vrije stijl | Vrije stijl | Vrije stijl |
| ------------------- | ----------- | ----------- | --- |
| Reiner Heugabel     | -48kg (m)   | 5e          | groep B: 3de V van CHN Wenhe: 1-3 V van USA Weaver: 0-4 5-6de plek: W van SWE Andersson                                                                                  |
| Fritz Niebler       | -52kg (m)   | 7e          | groep A: 4de V van CAN Takahashi: 1-3 W van FRA Bourdin: 3-1 W van CHN Dejin V van KOR Kim: 1-3                                                                          |
| Martin Herbster     | -62kg (m)   | 5e          | groep A: 3de V van TUR Kaygusuz: 1-3 W van PER Inagaki: 4-0 W van JPN Akaishi V van KOR Lee: 0-4 5-6de plek: W van ITA La Bruna: 3-1                                     |
| Erwin Knosp         | -68kg (m)   | 7e          | groep A: 4de W van CMR Manga: 4-0 W van ESA Manzur: 4-0 V van KOR You: 0-4 V van JPN Kamimura: 1-3                                                                       |
| Martin Knosp        | -74kg (m)   | Zilver      | groep A: 1ste W van GRE Bogitzis: 4-0 W van NGR Olawale: 4-0 W van CMR Bambe: 4-0 W van IND Singh: 4-0 W van JPN Higuchi: 4-0 finale: V van USA Schultz: 0-4             |
| Reiner Trik         | -82kg (m)   | Zilver      | groep A: 2de W van AUT BUsarello: 3-1 W van SWE Lundell: 3-0 V van GRE Deskoulidis: 1-3 W van KOR Kim: 3-1 V van JPN Nagashima: 1-3 bronzen finale: V van CAN Rinke: 1-3 |
| Bodo Lukowski       | -90kg (m)   | 9e          | groep B: 5de V van GBR Loban: 0-3 W van NGR Appah: 4-0 V van JPN Ota: 0-4                                                                                                |
| Grieks-Romeins      |             |             | |
| Reiner Heugabel     | -48kg (m)   | Zilver      | groep B: 1ste W van NOR Rønningen: 3-0 W van MEX Delgado: 4-0 W van KOR Jun: 3-1 W van JPN Saito: 3,5-0,5 finale: V van ITA Maenza: 0-4                                  |
| Pasquale Passarelli | -57kg (m)   | Goud        | groep B: 1ste W van MEX Bahena: 4-0 W van DOM Severino: 4-0 W van TUR Karadağ: 3,5-0 W van ROU Zamfir: 2-0 W van USA Famiano: 4-0 finale: W van JPN Eto: 3-1             |
| Bernd Gabriel       | -62kg (m)   | 7e          | groep A: 4de W van ARG Navarrete: 4-0 W van ROU CUţă: 3-1 W van FRA Jalabart: 4-0 V van USA Kuzu: 0-3 V van SWE Johansson: 1-3                                           |
| Karl-Heinz Helbing  | -74kg (m)   | 13e         | groep A: 6de W van ARG Strático: 4-0 V van KOR Kim: 1-3 V van USA Catalfo: 0,5-3,5                                                                                       |
| Siegfried Seibold   | -82kg (m)   | 9e          | groep B: 4de W van AUT Marchl: 3-0 V van YUG Petković: 0-3 V van GRE Thanopoulos: 1-3                                                                                    |
| Uwe Sachs           | -90kg (m)   | 4e          | groep B: 2de W van EGY Ibrahim: 3,5-0,5 W van AUT Marx: 3-1 W van FRA Court: 3-1 V van ROU Matei: 0-3 bronzen finale: V van SWE Andersson: 0-3                           |
| Fritz Gerdsmeier    | -100kg (m)  | 6e          | groep B: 3de V van YUG Tertei: 0-4 V van USA Gibson: 1-3 5-6de plek: V van AUT Pitschmann: 1-3                                                                           |

### Zeilen
| Olympiër                                 | Discipline      | Resultaat | Prestatie                          |
| ---------------------------------------- | --------------- | --------- | ---------------------------------- |
| Dirk Meyer                               | windglider (m)  | Zilver    | 67,2 punten: (1-14-YMP-20-12-5-4)  |
|                                          |                 |           |                                    |
| Wolfgang Gerz                            | finn            | 5e        | 66,1 punten: (5-6-8-7-3-6-DNF)     |
| Wolfgang Hunger Joachim Hunger           | 470             | 4e        | 66,1 punten: (1-13-3-6-DSQ-3-4)    |
| Jörg Diesch Eckart Diesch                | flying dutchman | 5e        | 56,7 punten: (DSQ-12-4-2-10-6-1)   |
| Eckart Kaphengst Hans-Friedrich Bose     | tornado         | 13e       | 105,0 punten: (10-15-15-9-16-9-11) |
| Joachim Griese Michael Marcour           | star            | Zilver    | 105,0 punten: (PMS-4-4-6-1-4-3)    |
| Willy Kuhweide Dr. Axel May Eckhard Loll | soling          | 8e        | 71,0 punten: (10-4-9-15-8-2)       |

### Zwemmen
| Olympiër                                                        | Discipline            | Resultaat | Prestatie                                                  |
| --------------------------------------------------------------- | --------------------- | --------- | ---------------------------------------------------------- |
| Dirk Korthals                                                   | 100m vrije slag (m)   | 8e        | serie 2: 1ste in 51,02 finale: 8ste in 50,93               |
| Alexander Schowtka                                              | 100m vrije slag (m)   | 20e       | serie 7: 3de in 51,78                                      |
| Thomas Fahrner                                                  | 200m vrije slag (m)   | Brons     | serie 4: 1ste in 1.50,00 finale: 3de in 1.49,69            |
| Michael Groß                                                    | 200m vrije slag (m)   | 20e       | serie 7: 1ste in 1.48,03 (OR) finale: 1ste in 1.47,44 (WR) |
| Thomas Fahrner                                                  | 400m vrije slag (m)   | 9e        | serie 3: 1ste in 3.55,26 finale B: 1ste in 3.50,91 (OR)    |
| Stefan Pfeiffer                                                 | 400m vrije slag (m)   | 20e       | serie 1: 1ste in 3.53,41 finale: 4de in 3.52,91            |
| Rainer Henkel                                                   | 1500m vrije slag (m)  | 4e        | serie 4: 2de in 15.23,60 finale: 4de in 15.20,03           |
| Stefan Pfeiffer                                                 | 1500m vrije slag (m)  | Brons     | serie 2: 1ste in 15.21,95 finale: 3de in 15.12,77          |
| Nicolai Klapkarek                                               | 100m rugslag (m)      | 15e       | serie 4: 2de in 58,19 finale B: 7de in 58,56               |
| Stefan Peter                                                    | 100m rugslag (m)      | 11e       | serie 7: 3de in 57,90 finale B: 3de in 58,30               |
| Nicolai Klapkarek                                               | 200m rugslag (m)      | 6e        | serie 2: 3de in 2.04,45 finale: 6de in 2.03,95             |
| Stefan Peter                                                    | 200m rugslag (m)      | 13e       | serie 2: 4de in 2.05,22 finale B: 5de in 2.05,66           |
| Peter Lang                                                      | 100m schoolslag (m)   | 11e       | serie 1: 1ste in 1.04,40 finale B: 3de in 1.04,43          |
| Gerald Mörken                                                   | 100m schoolslag (m)   | 7e        | serie 5: 2de in 1.03,53 finale: 7de in 1.03,95             |
| Peter Lang                                                      | 200m schoolslag (m)   | 22e       | serie 7: 4de in 2.24,60                                    |
| Gerald Mörken                                                   | 200m schoolslag (m)   | 18e       | serie 5: 3de in 2.22,99                                    |
| Andreas Behrend                                                 | 100m vlinderslag (m)  | 7e        | serie 3: 1ste in 55,22 finale: 7de in 54,95                |
| Michael Groß                                                    | 100m vlinderslag (m)  | Goud      | serie 6: 1ste in 54,02 finale: 1ste in 53,08 (WR)          |
| Andreas Behrend                                                 | 200m vlinderslag (m)  | 25e       | serie 2: 5de in 2.06,06                                    |
| Michael Groß                                                    | 200m vlinderslag (m)  | Zilver    | serie 5: 1ste in 1.58,72 finale: 2de in 1.57,40            |
| Ralf Diegel                                                     | 200m wisselslag (m)   | 8e        | serie 3: 3de in 2.06,41 finale: 8ste in 2.06,66            |
| Nicolai Klapkarek                                               | 200m wisselslag (m)   | 7e        | serie 6: 1ste in 2.06,07 finale: 7de in 2.05,88            |
| Ralf Diegel                                                     | 400m wisselslag (m)   | 12e       | serie 2: 3de in 4.28,10 finale B: 4de in 4.28,94           |
| Dirk Korthals Alexander Schowtka Nicolai Klapkarek Michael Groß | 4x100m vrije slag (m) | 4e        | serie 1: 1ste in 3.24,69 (NR) finale: 4de in 3.22,98 (NR)  |
| Rainer Henkel Dirk Korthals Alexander Schowtka Thomas Fahrner   | 4x200m vrije slag (m) | Zilver    | serie 2: 1ste in 7.25,29 finale: 2de in 7.15,73            |
| Stefan Peter Gerald Mörken Andreas Behrend Alexander Schowtka   | 4x100m wisselslag (m) | 4e        | serie 2: 1ste in 3.49,75 finale: 4de in 3.44,26            |
|                                                                 |                       |           |                                                            |
| Susanne Schuster                                                | 100m vrije slag (v)   | 6e        | serie 3: 2de in 56,85 finale: 6de in 56,90                 |
| Iris Zscherpe                                                   | 100m vrije slag (v)   | 9e        | serie 1: 1ste in 57,31 finale B: 1ste in 57,19             |
| Ina Beyermann                                                   | 200m vrije slag (v)   | 7e        | serie 5: 2de in 2.02,42 finale: 7de in 2.01,89             |
| Iris Zscherpe                                                   | 200m vrije slag (v)   | 10e       | serie 3: 4de in 2.03,95 finale B: 2de in 2.03,42           |
| Ina Beyermann                                                   | 400m vrije slag (v)   | 17e       | serie 1: 3de in 4.18,94                                    |
| Birgit Kowalczik                                                | 400m vrije slag (v)   | 7e        | serie 4: 3de in 4.17,92 finale: 7de in 4.16,33             |
| Birgit Kowalczik                                                | 800m vrije slag (v)   | 11e       | serie 1: 3de in 8.53,34                                    |
| Sandra Dahlmann                                                 | 100m rugslag (v)      | 17e       | serie 3: 5de in 1.05,27                                    |
| Svenja Schlicht                                                 | 100m rugslag (v)      | 9e        | serie 2: 2de in 1.04,02 finale: 6de in 1.03,46             |
| Sandra Dahlmann                                                 | 200m rugslag (v)      | 9e        | serie 4: 4de in 2.19,59 finale B: 1ste in 2.16,93          |
| Svenja Schlicht                                                 | 200m rugslag (v)      | 9e        | serie 2: 2de in 2.15,69 finale: 6de in 2.15,93             |
| Ute Hasse                                                       | 100m schoolslag (v)   | 9e        | serie 1: 2de in 1.12,17 finale B: 1ste in 1.11,44 (NR)     |
| Angelika Knipping                                               | 100m schoolslag (v)   | 12e       | serie 3: 3de in 1.12,41 finale B: 4de in 1.12,03           |
| Ute Hasse                                                       | 200m schoolslag (v)   | 9e        | serie 3: 2de in 2.34,46 finale: 6de in 2.33,82 (WR)        |
| Ina Beyermann                                                   | 100m vlinderslag (v)  | 9e        | serie 3: 2de in 1.02,36 finale: 8ste in 1.02,11            |
| Karin Seick                                                     | 100m vlinderslag (v)  | Brons     | serie 2: 2de in 1.02,21 finale: 3de in 1.01,36             |
| Ina Beyermann                                                   | 200m vlinderslag (v)  | Brons     | serie 4: 2de in 2.13,26 finale: 3de in 2.11,91 (NR)        |
| Petra Zindler                                                   | 200m vlinderslag (v)  | 14e       | serie 1: 4de in 2.15,20 finale B: 6de in 2.14,50           |
| Christiane Pielke                                               | 200m wisselslag (v)   | 5e        | serie 1: 1ste in 2.19,17 finale: 5de in 2.17,82 (NR)       |
| Petra Zindler                                                   | 200m wisselslag (v)   | 7e        | serie 4: 3de in 2.20,05 finale: 7de in 2.19,86             |
| Christiane Pielke                                               | 400m wisselslag (v)   | Brons     | serie 1: 1ste in 4.52,49 finale: 3de in 4.48,57            |
| Iris Zscherpe Susanne Schuster Christiane Pielke Karin Seick    | 4x100m vrije slag (v) | Brons     | serie 1: 1ste in 3.46,49 (NR) finale: 3de in 3.44,69 (NR)  |
| Svenja Schlicht Ute Hasse Ina Beyermann Karin Seick             | 4x100m wisselslag (v) | Zilver    | serie 2: 2de in 4.13,58 finale: 2de in 4.11,97 (NR)        |

Algerije · Amerikaanse Maagdeneilanden · Andorra · Antigua en Barbuda · Argentinië · Australië · Bahama’s · Bahrein · Bangladesh · Barbados · België · Belize · Benin · Bermuda · Bhutan · Birma · Bolivia · Bondsrepubliek Duitsland · Botswana · Brazilië · Britse Maagdeneilanden · Canada · Centraal-Afrikaanse Republiek · Chili · China · Chinees Taipei · Colombia · Congo-Brazzaville · Costa Rica · Cyprus · Denemarken · Djibouti · Dominicaanse Republiek · Ecuador · Egypte · El Salvador · Equatoriaal-Guinea · Fiji · Filipijnen · Finland · Frankrijk · Gabon · Gambia · Ghana · Grenada · Griekenland · Groot-Brittannië · Guatemala · Guinee · Guyana · Haïti · Honduras · Hongkong · Ierland · IJsland · India · Indonesië · Irak · Israël · Italië · Ivoorkust · Jamaica · Japan · Joegoslavië · Jordanië · Kaaimaneilanden · Kameroen · Kenia · Koeweit · Lesotho · Libanon · Liberia · Liechtenstein · Luxemburg · Madagaskar · Malawi · Maleisië · Mali · Malta · Marokko · Mauritanië · Mauritius · Mexico · Monaco · Mozambique · Nederland · Nederlandse Antillen · Nepal · Nicaragua · Nieuw-Zeeland · Niger · Nigeria · Noord-Jemen · Noorwegen · Oeganda · Oman · Oostenrijk · Pakistan · Panama · Papoea-Nieuw-Guinea · Paraguay · Peru · Portugal · Puerto Rico · Qatar · Roemenië · Rwanda · Salomonseilanden · Samoa · San Marino · Saoedi-Arabië · Senegal · Seychellen · Sierra Leone · Singapore · Soedan · Somalië · Spanje · Sri Lanka · Suriname · Swaziland · Syrië · Tanzania · Thailand · Togo · Tonga · Trinidad en Tobago · Tsjaad · Tunesië · Turkije · Uruguay · Venezuela · Verenigde Arabische Emiraten · Verenigde Staten · Zaïre · Zambia · Zimbabwe · Zuid-Korea · Zweden · Zwitserland